# Dacnitis sphaerocephala
Dacnitis sphaerocephala is een rondwormensoort uit de familie van de Cucullanidae. De wetenschappelijke naam van de soort is voor het eerst geldig gepubliceerd in 1809 door Rudolphi.